# ビーマン・バングラデシュ航空
ビーマン・バングラデシュ航空（ベンガル語: বিমান বাংলাদেশ এয়ারলাইন্স, 英語: Biman Bangladesh Airlines）はバングラデシュの国営航空会社。

## 歴史
- 1972年2月に国営会社として設立され、ダグラス DC-3を1機使用して運航を開始した。当初はエアバングラデシュと呼ばれていたが、すぐにビーマンバングラデシュ航空に変更された[1]。
- 1972年2月10日、ダッカ近郊でDC-3が墜落し、保有機材を失ったが、その後、インディアン航空のフォッカーF27を2機導入して運航を継続した[1][2]。
- 1972年3月4日、カレドニアン航空のボーイング707を使用してロンドンに就航し、初の国際線となった。
- 1973年に4機のフォッカーF27、1機のボーイング707を導入した。、
- 1976年、フォッカーF27を2機売却し、別のボーイング707を購入した。
- 1983年、ダグラスDC-10を導入開始し、ボーイング707の退役を開始[3]。
- 1984年8月、チッタゴンから到着したフォッカーF27がダッカ近郊で墜落し、搭乗者49名全員が死亡する事故が発生した[4]。
- 1996年、エアバスA310型機を導入。
- 2007年7月23日、バングラデシュ国営企業だったが、バングラデシュの暫定政府によって国内最大の公開有限会社となった。
- 2023年9月、ダッカで会談したフランスのエマニュエル・マクロン大統領とバングラデシュ首相シェイク・ハシナが、エアバスA350型機を10機（うち貨物機2機）発注すると発表した。

## 就航路線
2020年以降、新型コロナウイルス感染症の影響により、多くの定期便が運休、減便、経路変更となっている。
| 地域       | 国               | 就航地                                                                                           |
| ---------- | ---------------- | ------------------------------------------------------------------------------------------------ |
| 南アジア   | バングラデシュ   | ダッカ、バリサル、チッタゴン、コックスバザール、ジェッソール、ラジシャヒ、サイドプール、シレット |
| 南アジア   | インド           | デリー、コルカタ、チェンナイ                                                                     |
| 南アジア   | ネパール         | カトマンズ                                                                                       |
| 西アジア   | クウェート       | クウェート                                                                                       |
| 西アジア   | オマーン         | マスカット                                                                                       |
| 西アジア   | カタール         | ドーハ                                                                                           |
| 西アジア   | サウジアラビア   | ダンマーム、ジッダ、マディーナ、リヤド                                                           |
| 西アジア   | アラブ首長国連邦 | アブダビ、ドバイ、シャールジャ                                                                   |
| 東南アジア | マレーシア       | クアラルンプール                                                                                 |
| 東南アジア | シンガポール     | シンガポール                                                                                     |
| 東南アジア | タイ             | バンコク/スワンナプーム                                                                          |
| 東アジア   | 中国             | 広州                                                                                             |
| 東アジア   | 香港             | 香港                                                                                             |
| ヨーロッパ | イギリス         | ロンドン/ヒースロー、マンチェスター                                                              |
| ヨーロッパ | イタリア         | ローマ                                                                                           |
| 北米       | カナダ           | トロント                                                                                         |

2023年7月現在

### 路線網

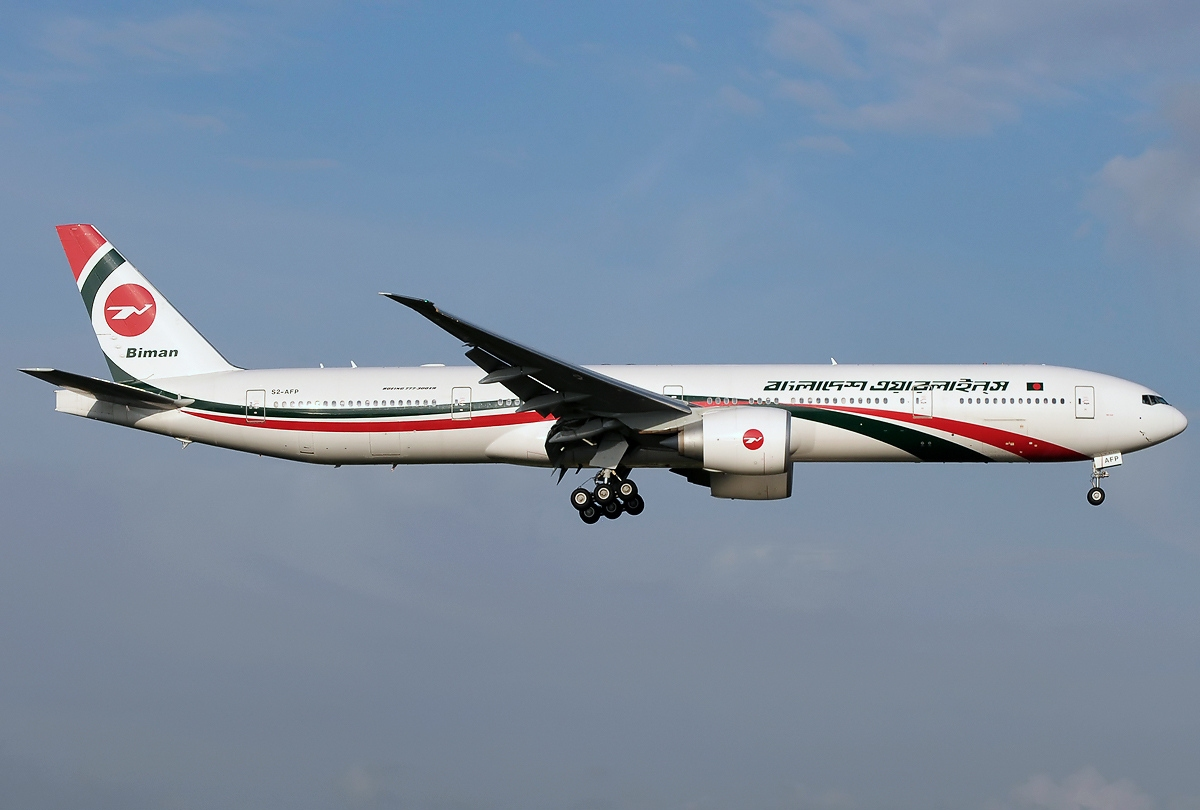
ボーイング777-300ER型機

路線網は南アジア・西アジア（中東）を中心に、ロンドンやローマへ就航している。かつてはニューヨークややフランクフルト等の長距離路線も広く展開していたがその後縮小した。しかしボーイング777の導入以降再び路線網を伸ばしてきている。

## 日本との関係
| 便名      | 路線      | 路線   | 機材            |            |
| --------- | --------- | ------ | --------------- | ---------- |
| BG376/377 | 東京/成田 | ダッカ | ボーイング787-8 | 現在運休中 |

### 日本との歴史
- 1980年5月28日にボーイング707を使用して成田への初就航を果たした。
- 約1年後の1981年5月、運航を一時休止した。
- 1990年11月2日、ダッカからDC-10を使用してバンコクを経由で運航を再開した[8]。
- 2006年10月末に運航を中止した[9]。
- 2023年9月1日から、ダッカ-成田線を再開した[10]。
- 2025年6月30日をもって、ダッカ-成田線を運休[11]。

## 保有機材
ボーイング社顧客番号(カスタマーコード)はE9となっており、777-3E9と付けられる。

### 現在の運航機材
| 機材                             | 運用数 | 発注数 | 座席 | 座席 | 座席 | 座席 | 備考 |
| 機材                             | 運用数 | 発注数 | C    | PY   | Y    | 計   | 備考 |
| -------------------------------- | ------ | ------ | ---- | ---- | ---- | ---- | ---- |
| ボーイング737-800                | 5      | -      | 12   | -    | 150  | 162  |      |
| ボーイング777-300ER              | 4      | -      | 35   | -    | 384  | 419  |      |
| ボーイング787-8                  | 4      | -      | 24   | -    | 247  | 271  |      |
| ボーイング787-9                  | 2      | -      | 30   | 21   | 247  | 298  |      |
| デ・ハビランド・カナダ DHC-8-400 | 5      | -      | -    | -    | 74   | 74   |      |
| 合計                             | 20     | 0      |      |      |      |      |      |

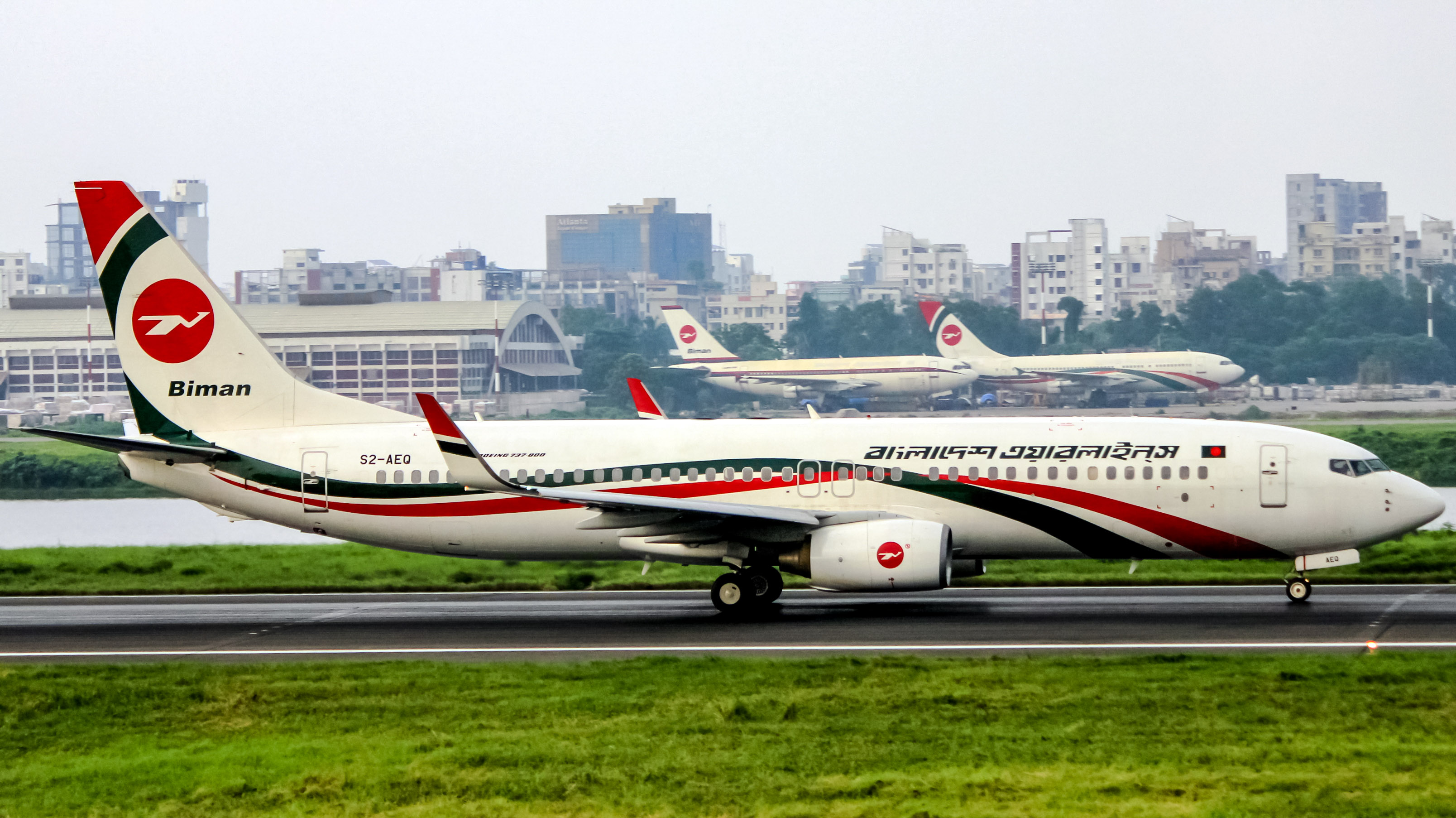
ボーイング737-800
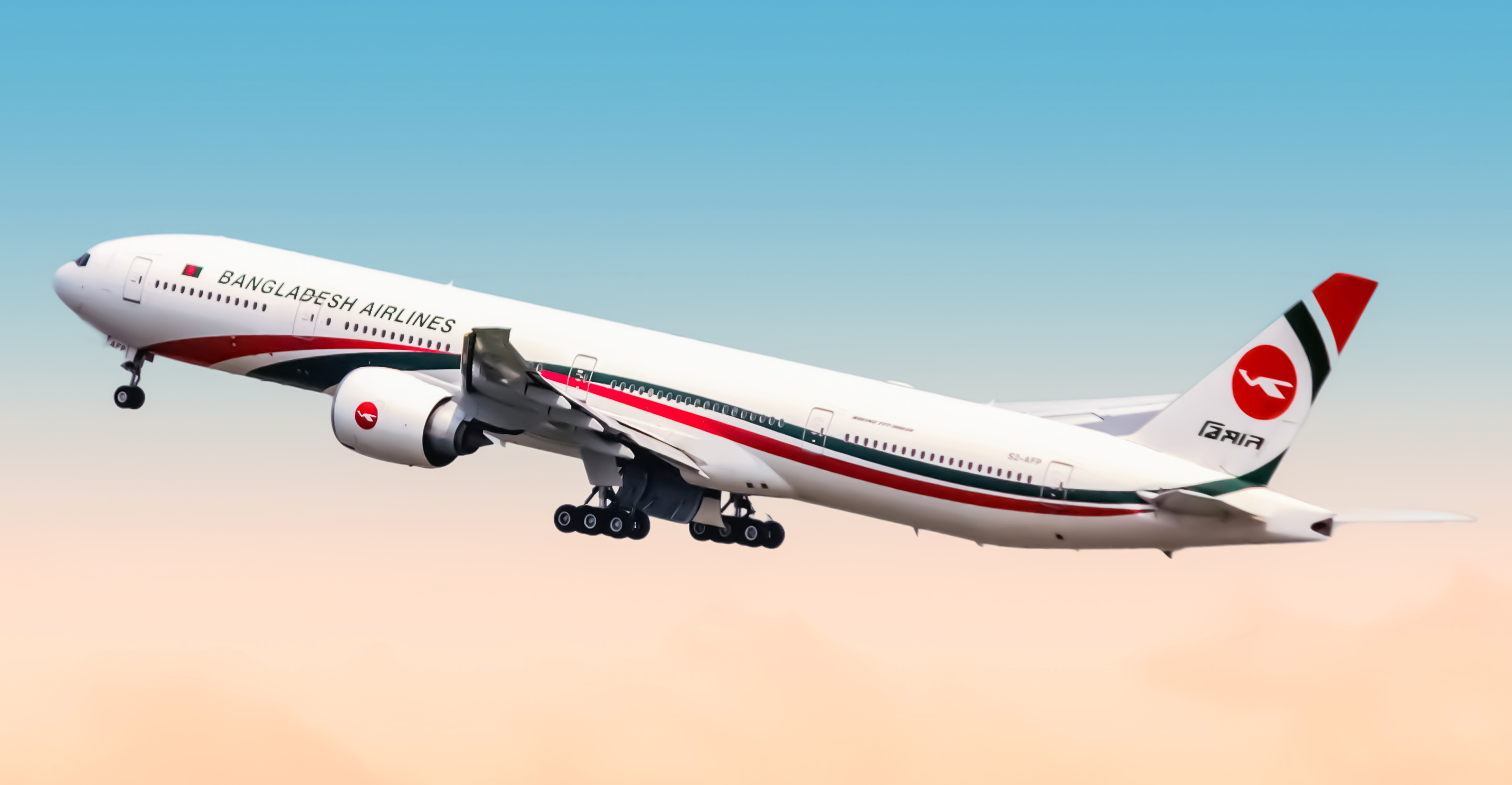
ボーイング777-300ER
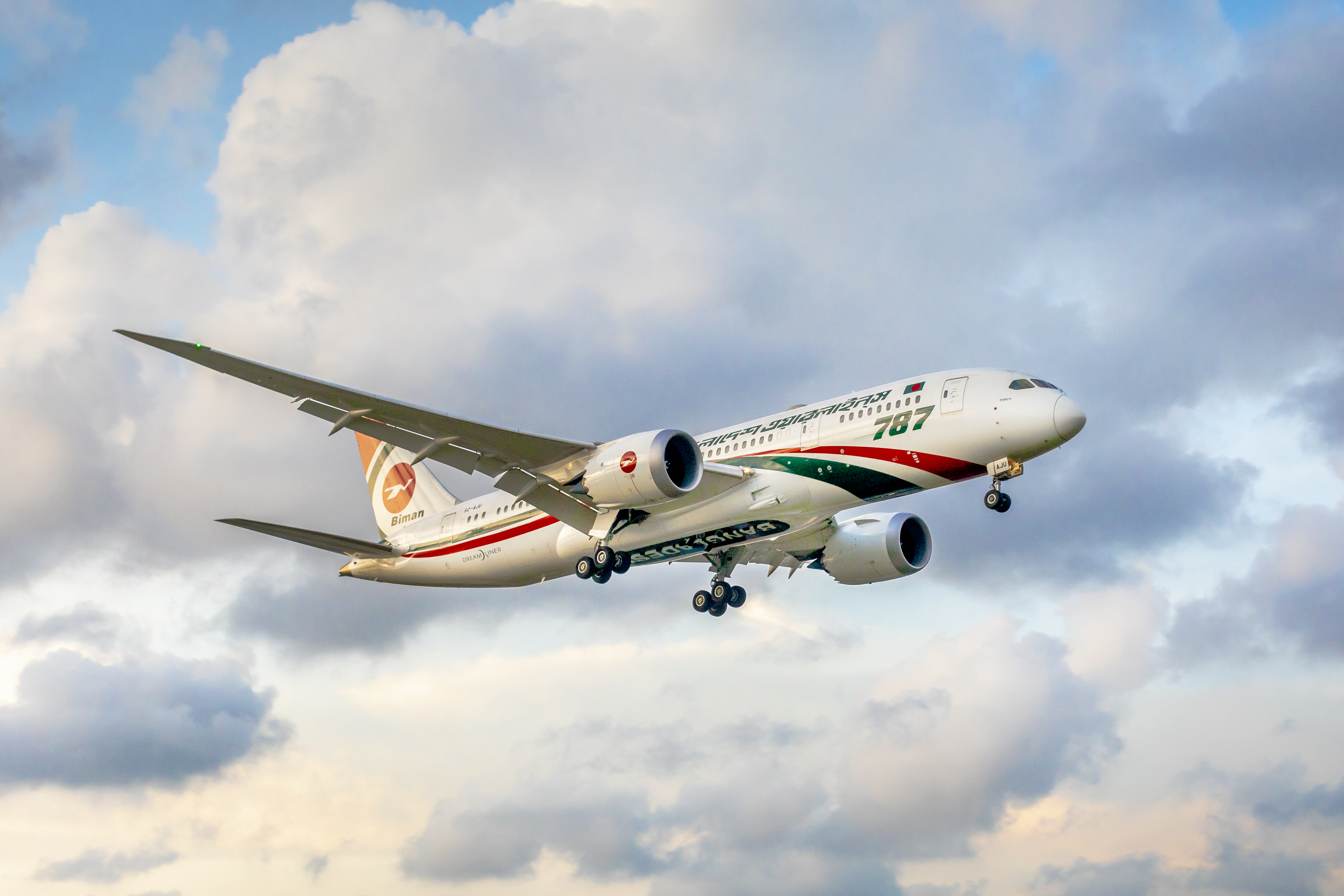
ボーイング787-8
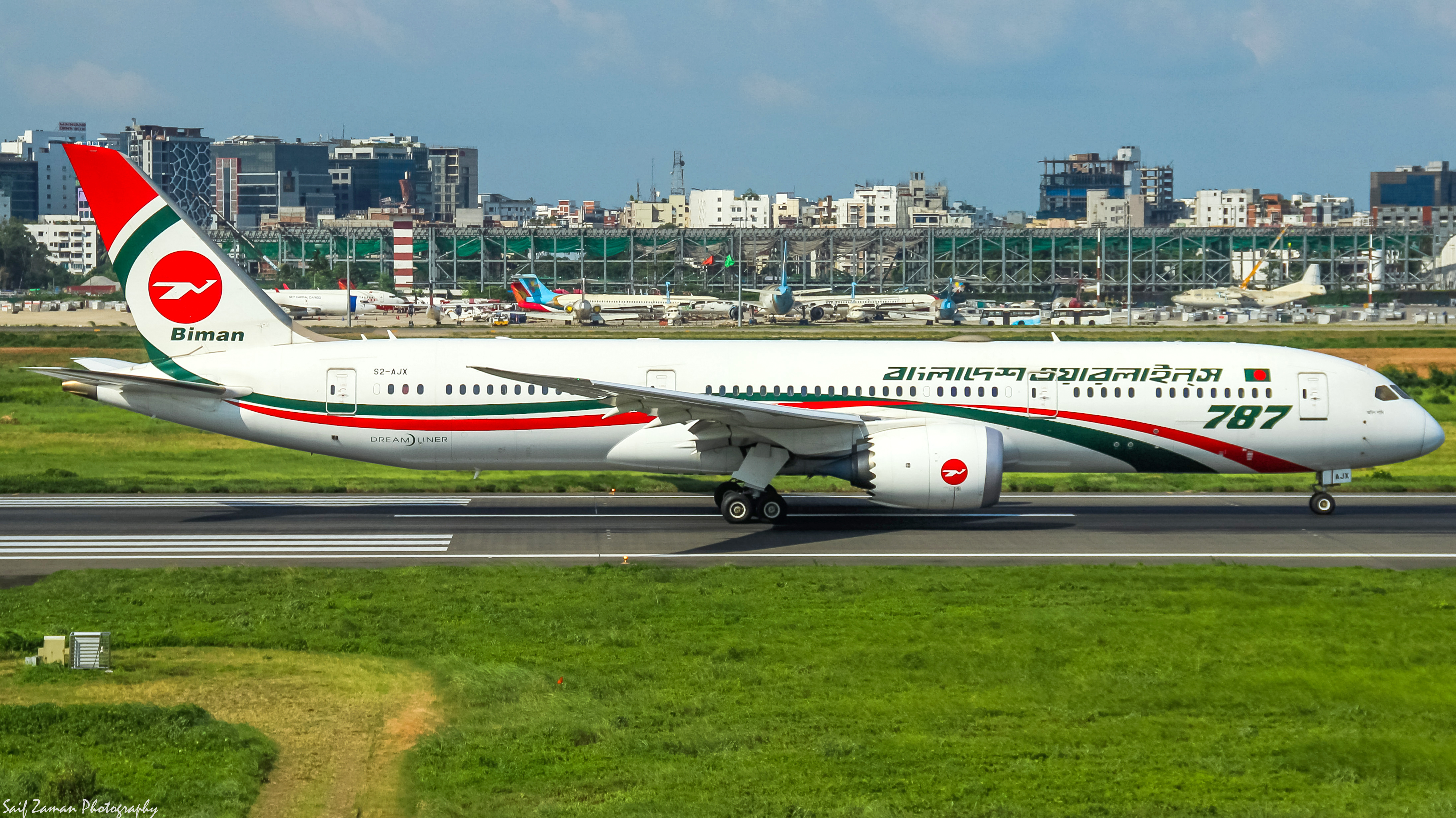
ボーイング787-9
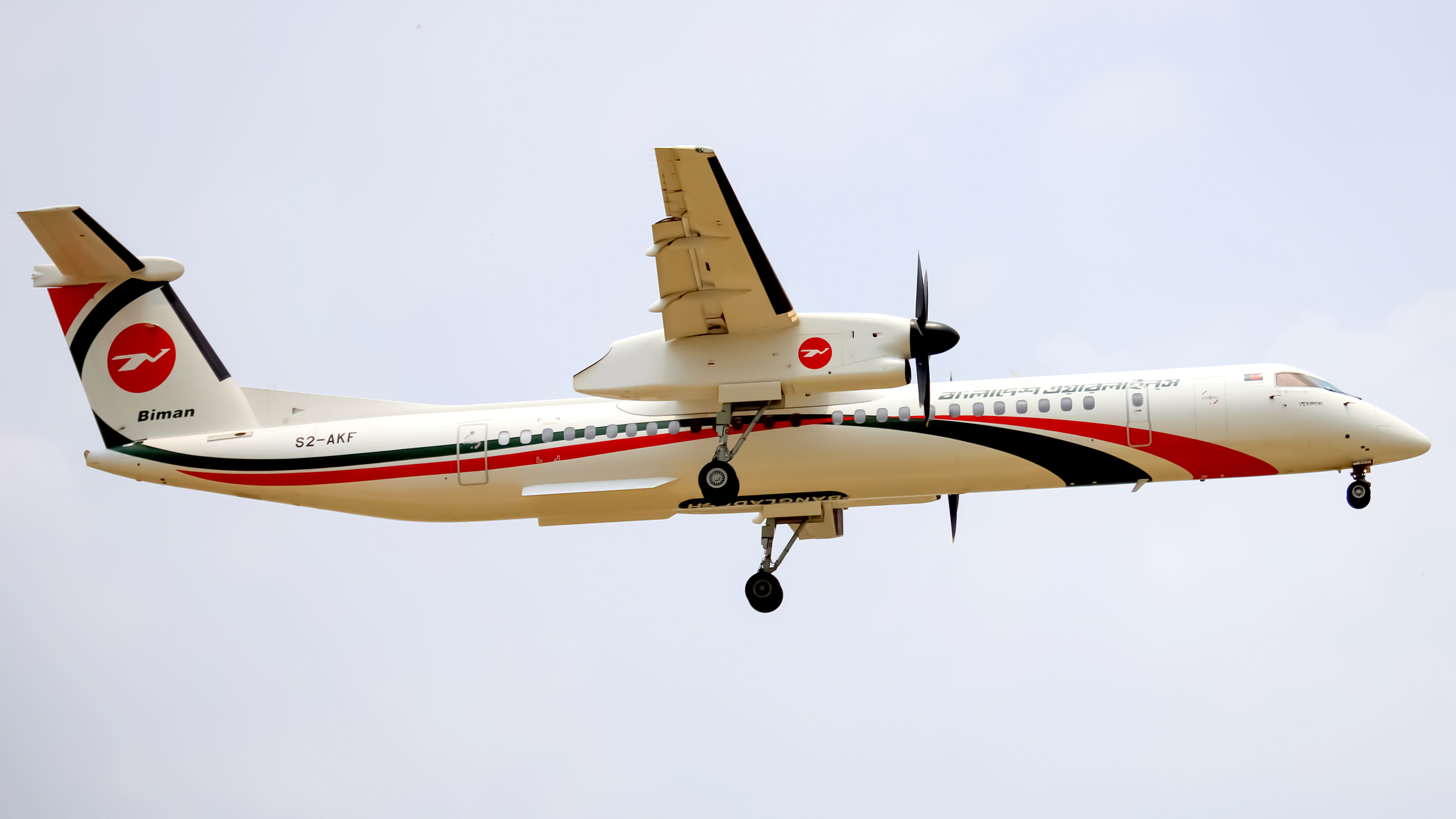
デ・ハビランド・カナダ DHC-8-400

### 退役機材一覧
- エアバスA310-300
- エアバスA330-200
- BAe ATP
- ボーイング707-120B/320/320B/320C
- ボーイング737-300
- ボーイング747-200B
- ボーイング747-300
- ボーイング747-400
- ボーイング777-200/200ER
- ダグラス DC-6
- ダグラス DC-8-43/53
- フォッカー F27
- フォッカー F28
- マクドネル・ダグラス DC-10-30/30ER

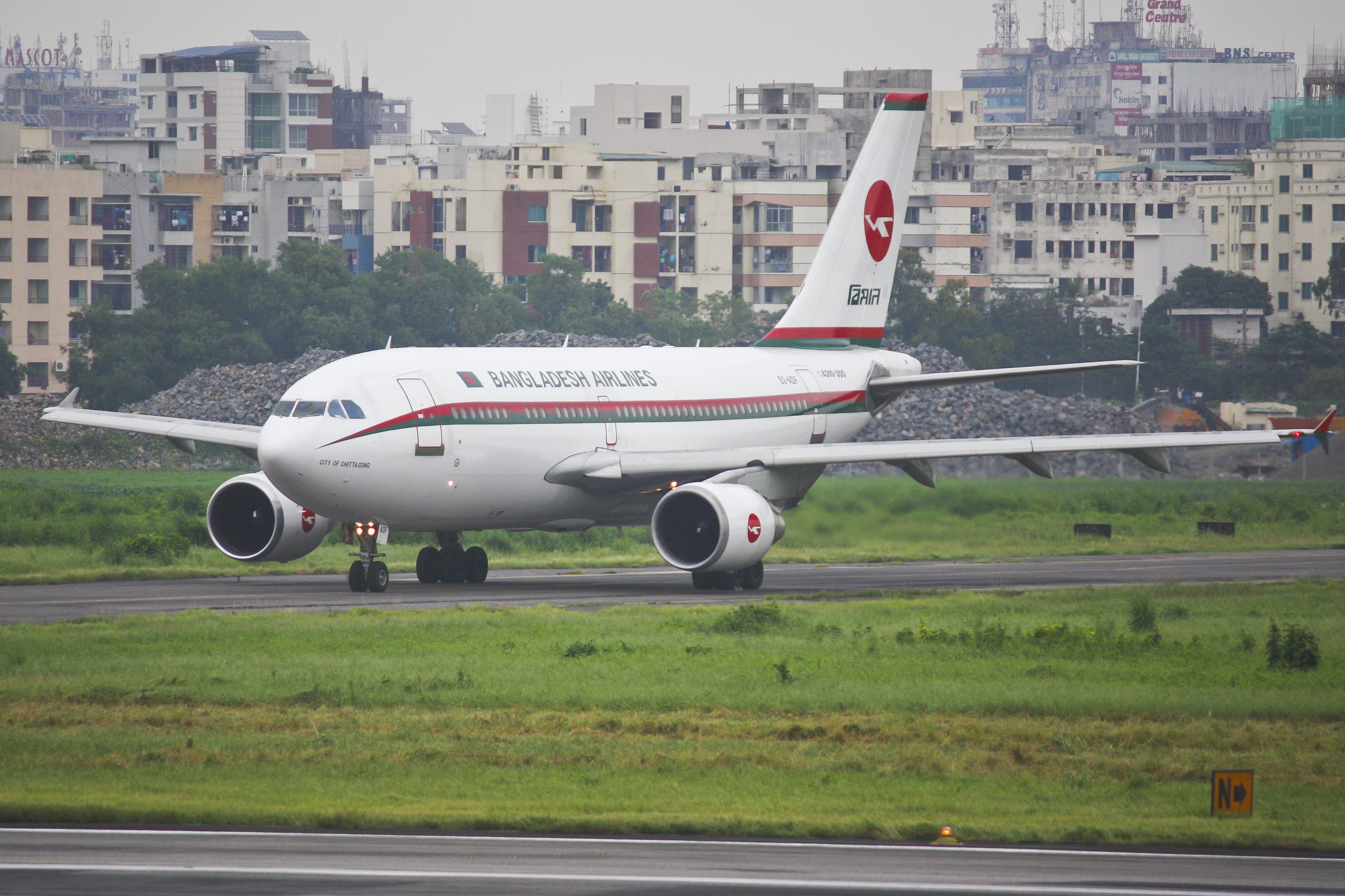
エアバスA310-300
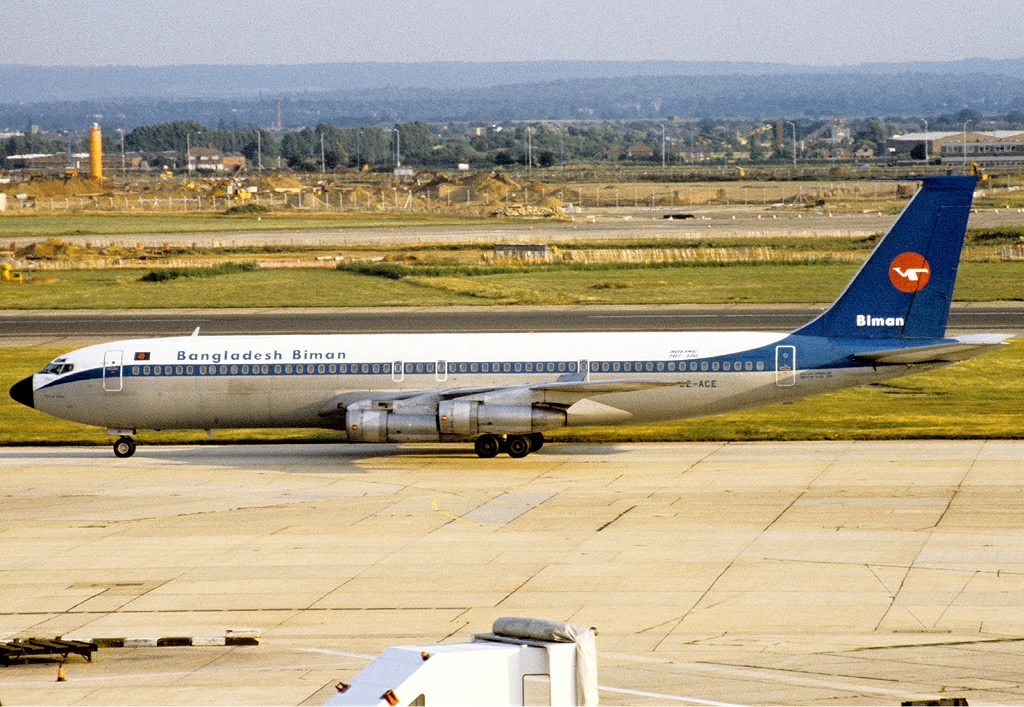
ボーイング707-320C
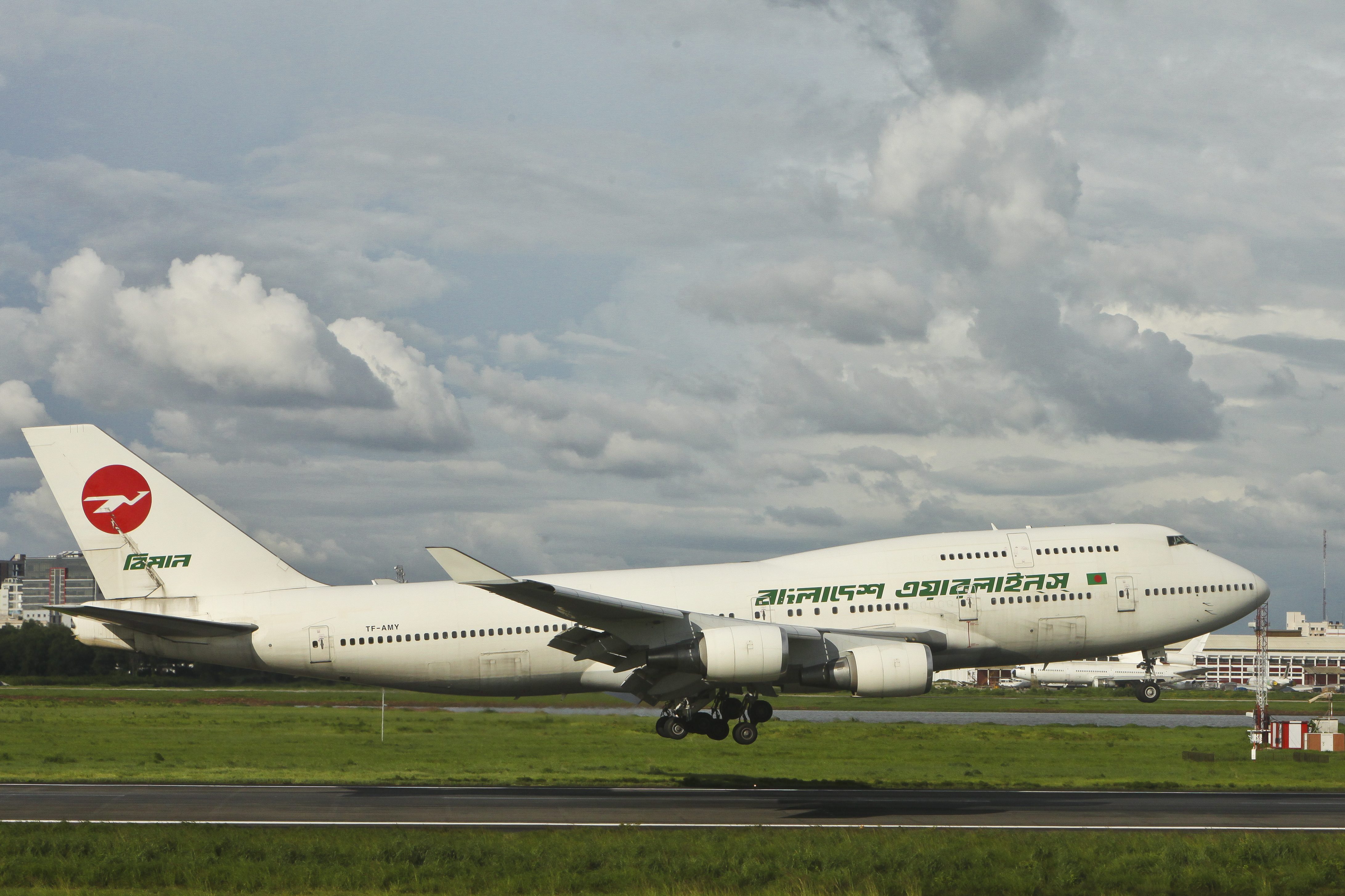
ボーイング747-400
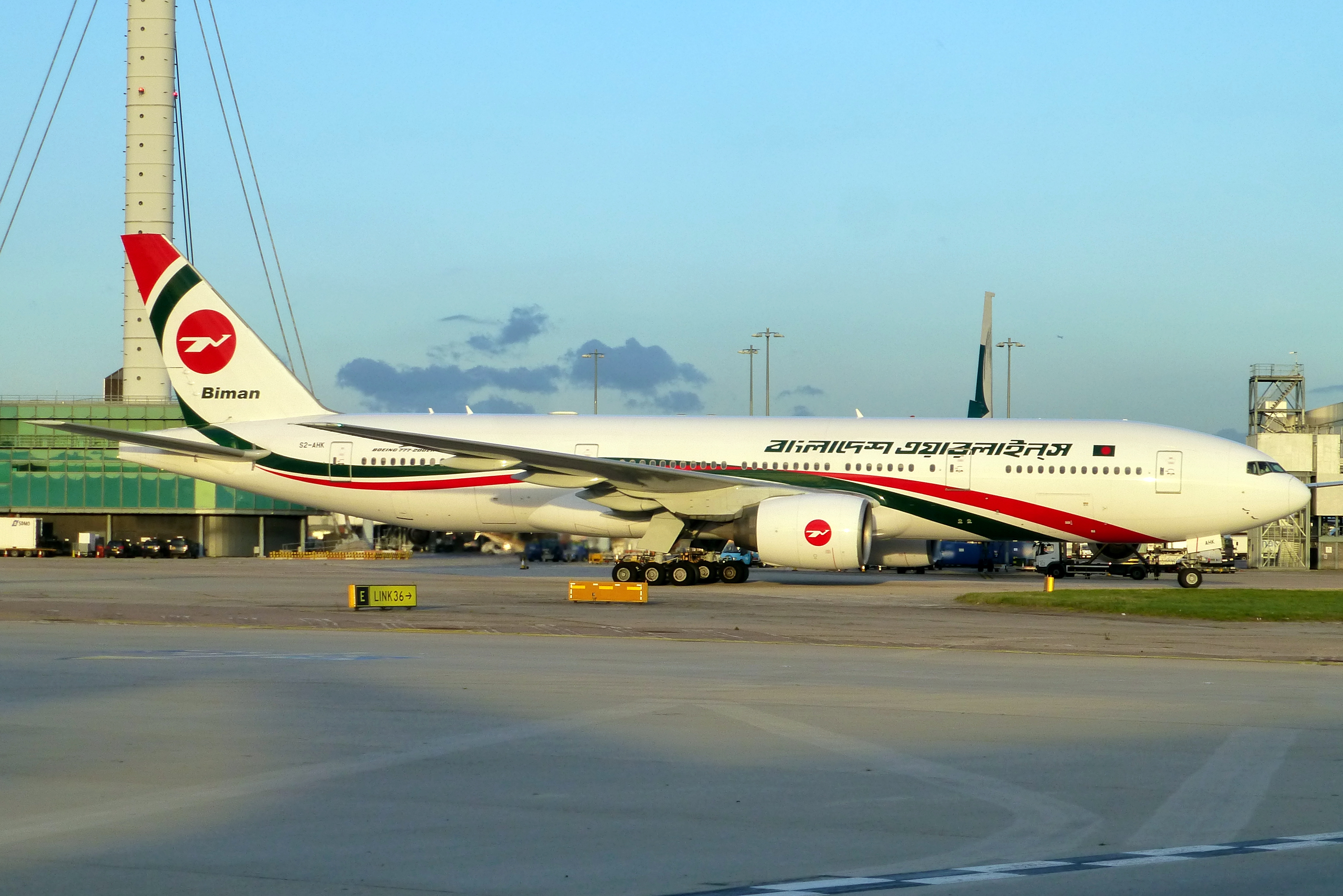
ボーイング777-200ER
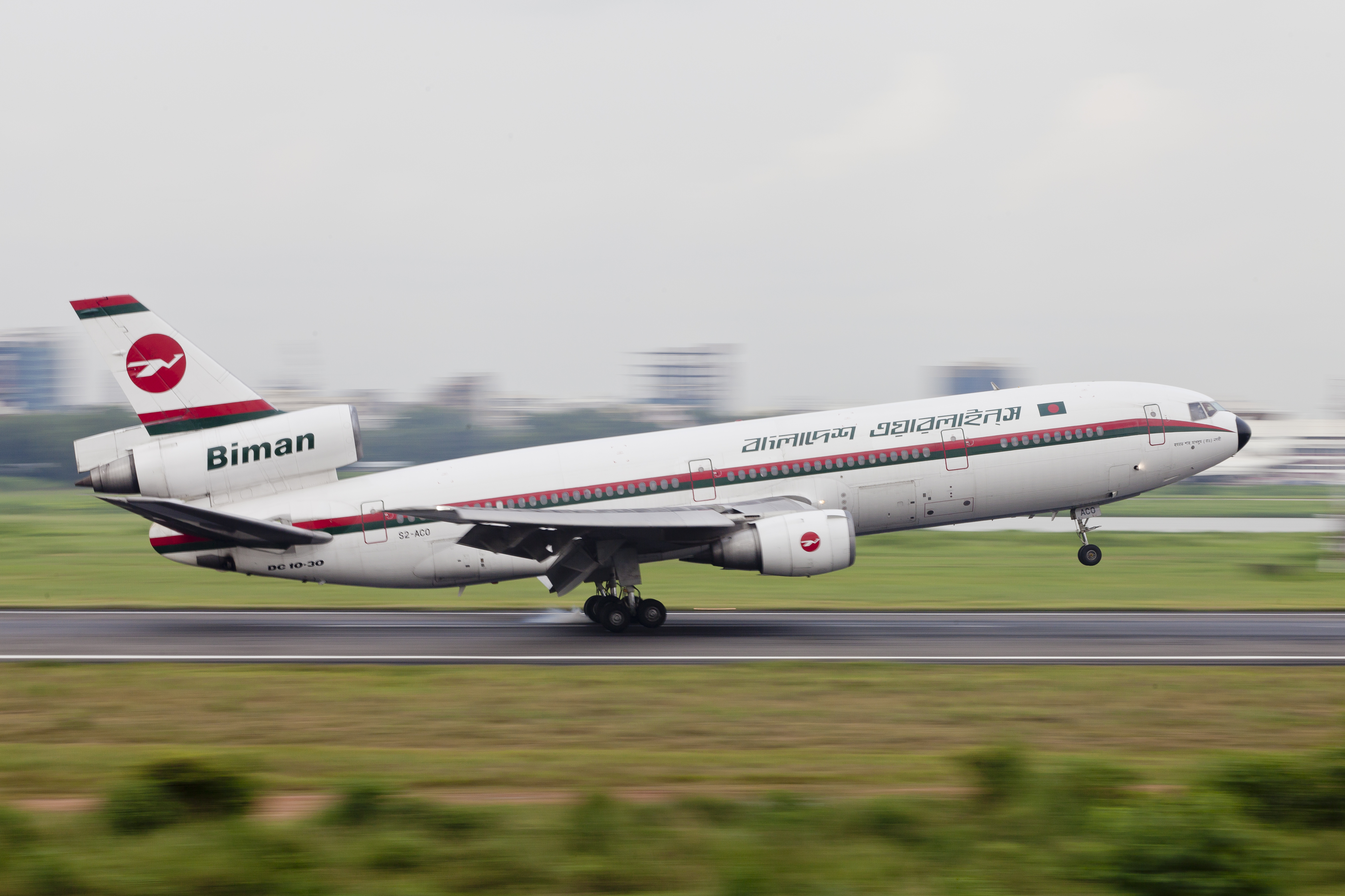
マクドネル・ダグラス DC-10-30